# 二番
二番（にばん）は、愛知県名古屋市熱田区にある町名。現行行政地名は二番一丁目及び二番二丁目。住居表示実施済み。

## 地理
名古屋市熱田区の西部に位置し、南は三番町、北は一番・大宝、東は一番・南一番町、西は四番に接する。

## 歴史

### 町名の由来
熱田新田の二番割に相当することによる。

### 沿革

#### 二番町
- 1940年（昭和15年）
  - 10月2日 - 熱田区熱田新田東組の一部より、同区二番町が成立[6]。
  - 10月10日 - 熱田新田東組の一部を編入[6]。
- 1976年（昭和51年）8月29日 - 一部が一番三丁目・二番一丁目・四番一丁目となる[6]。
- 1982年（昭和57年）11月14日 - 残部が二番二丁目・四番二丁目となり廃止[6]。

#### 二番
- 1976年（昭和51年）8月29日 - 熱田新田東組・鍋弦町・二番町の各一部より、二番一丁目が成立[6]。
- 1982年（昭和57年）11月14日 - 一番町・熱田新田東組・二番町の各一部より、二番二丁目が成立[6]。

## 世帯数と人口
2018年（平成30年）12月1日現在の世帯数と人口は以下の通りである。
| 丁目       | 世帯数    | 人口    |
| ---------- | --------- | ------- |
| 二番一丁目 | 484世帯   | 937人   |
| 二番二丁目 | 1,192世帯 | 2,202人 |
| 計         | 1,676世帯 | 3,139人 |

## 学区
市立小・中学校に通う場合、学校等は以下の通りとなる。また、公立高等学校に通う場合の学区は以下の通りとなる。なお、小学校は学校選択制度を導入しておらず、番毎で各学校に指定されている。
| 丁目       | 小学校                                    | 中学校                 | 高等学校 |
| ---------- | ----------------------------------------- | ---------------------- | -------- |
| 二番一丁目 | 名古屋市立船方小学校 名古屋市立大宝小学校 | 名古屋市立日比野中学校 | 尾張学区 |
| 二番二丁目 | 名古屋市立船方小学校                      | 名古屋市立日比野中学校 | 尾張学区 |

## 交通
- 国道1号

## 施設
- 熱田警察署 船方交番

## その他

### 日本郵便
- 郵便番号 : 456-0052[2]（集配局：熱田郵便局[9]）。